# Paloquemao (estación)
La estación sencilla Paloquemao, hace parte del sistema de transporte masivo de Bogotá llamado TransMilenio inaugurado en el año 2000.

## Ubicación
La estación está ubicada en el sector del centro-occidente de la ciudad, más específicamente sobre la Avenida Norte-Quito-Sur entre calles 17 y 18. Se accede a ella a través de un puente peatonal ubicado sobre la calle 18A.
Atiende la demanda de los barrios Paloquemao, Estación Central y sus alrededores.
En las cercanías están el centro comercial Mallplaza NQS, el almacén Jumbo Cencosud Carrera 30, el Complejo Judicial Paloquemao (con oficinas de la Fiscalía General de la Nación y del Consejo Superior de la Judicatura), la Parroquia San Gregorio Magno, la Plaza de Mercado Paloquemao, la Plaza de la Hoja (bajo la cual existe un patio para los buses de TransMilenio) y el Hotel SENA.

## Origen del nombre
La estación recibe su nombre del barrio ubicado en el costado oriental. El área es predominantemente industrial.

## Historia
En el año 2005, al ser puesta en funcionamiento la segunda troncal de la fase 2 del sistema, la troncal NQS, fue puesta en funcionamiento esta estación.

## Servicios de la estación

### Servicios troncales
| Tipo                                        | Rutas al Norte | Rutas al Sur |
| ------------------------------------------- | -------------- | ------------ |
| Ruta fácil                                  | 4              | 4            |
| Expresos todos los días todo el día         | B72 D22 E42    | G22 G42 H72  |
| Expresos lunes a sábado todo el día         | B11            | G11          |
| Expresos lunes a viernes todo el día        | C17            | H17          |
| Expresos sábados de 4:00 a. m. a 3:00 p. m. | C17            | H17          |

### Esquema
| ← Norte   |           |           |
| Calle 18A | 4B11B72   | C17D22E42 |
| Puente    | Vagón 2   | Vagón 1   |
| Calle 18A | G11G22G42 | 4H17H72   |
| Sur →     |           |           |

### Servicios urbanos
Así mismo funcionan las siguientes rutas urbanas del SITP en los costados externos a la estación, circulando por los carriles de tráfico mixto sobre la Avenida NQS, con posibilidad de trasbordo usando la tarjeta TuLlave:
| Código | Sector                | Dirección        | Rutas                                          |
| ------ | --------------------- | ---------------- | ---------------------------------------------- |
| 126A00 | A Estación Paloquemao | Av. NQS - CL 17A | A605A633A643A708B608B631 599 SE14 T11 T26 T163 |
| 069A07 | F Estación Paloquemao | Av. NQS - CL 17A | H605H608H631H633H643H708 599 SE14 T11 T26 T163 |

## Ubicación geográfica
| Noroeste: Puente Aranda | Norte: E CAD    | Nordeste: Los Mártires |
| Oeste: Puente Aranda    |                 | Este: A Calle 19       |
| Suroeste: Puente Aranda | Sur: E Ricaurte | Sureste: Los Mártires  |